# Korpus Kawaleryjski Armii Północnej Wirginii
Korpus Kawaleryjski Armii Północnej Wirginii wchodził w skład Armii Północnej Wirginii, a wywodził się od Kawalerzystów Wirginijskich, rodzin rojalistów hodujących konie od początku XVIII wieku.

## Dowódcy

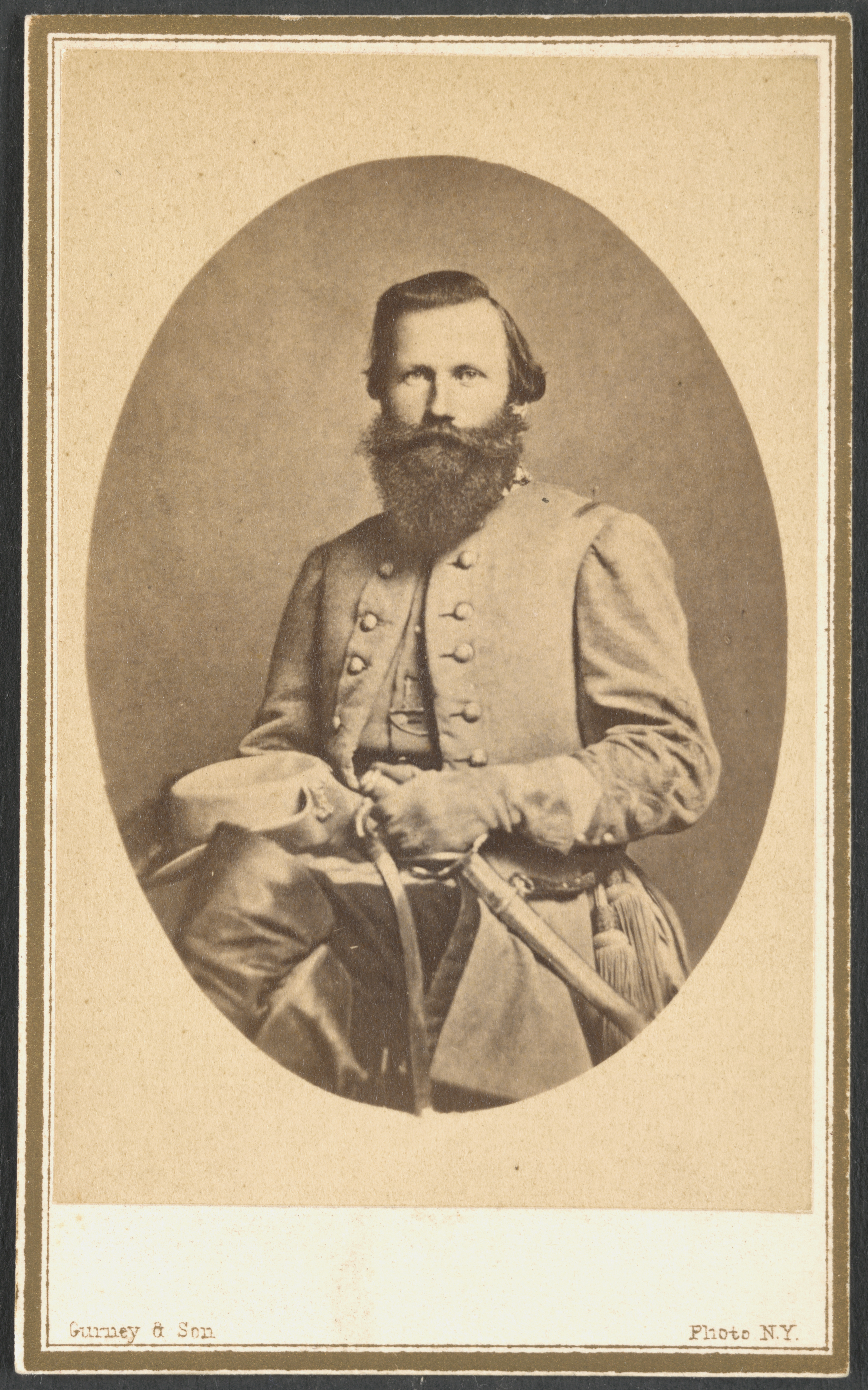
J.E.B. Stuart
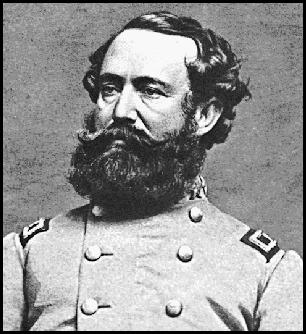
Wade Hampton
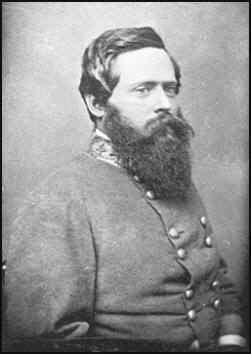
Fitzhugh Lee